# Art Brut (groupe)
Pour les articles homonymes, voir Art brut (homonymie).
Art Brut est un groupe de rock britannique, originaire de Deptford et Bournemouth, en Angleterre. Formé en 2003, il se distingue par la personnalité du chanteur Eddie Argos, dont les limitations vocales sont compensées par un style particulier (il scande ses textes plus qu'il ne les chante), un humour omniprésent et un fort accent cockney.
Le nom du groupe fait référence à l'Art Brut, appellation utilisée par le peintre français Jean Dubuffet pour décrire l'art créé par des individus sans culture artistique.

## Biographie

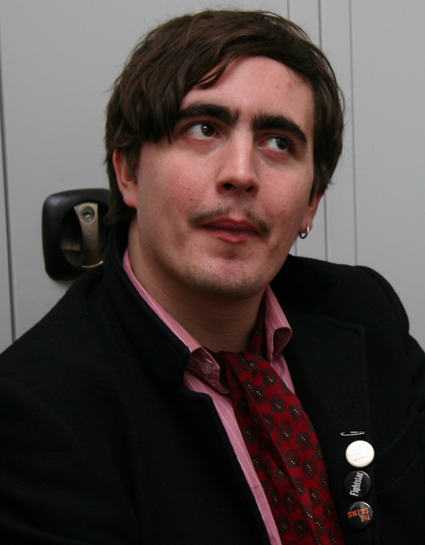
Eddie Argos, chanteur d'Art Brut.

Art Brut apparaît sur scène pour la première fois au Kentish Verge de Londres en mai 2003. Le groupe est composé de Eddie Argos (chant), Chris Chinchilla (guitare), Freddy Feedback (basse), Ian Catskilkin (guitare et chœurs), Mikey B (batterie).
Le groupe enregistre Brutlegs plus tard cette année-là. On y retrouve les premières versions de Modern Art, Moving to L.A. et Formed a Band, un titre où Argos se contente principalement de scander sa joie d'avoir formé un groupe. Un journaliste fera suivre un MP3 de la chanson au label indépendant Rough Trade qui sort le single. Formed a Band atteint la 52e position dans les charts britanniques en mai 2004. Un second EP, Brutlegs 04, sort en 2004. Il comprend Good Weekend, Bang Bang Rock and Roll et une version acoustique de Moving to L.A.. Le premier album d'Art Brut, intitulé Bang Bang Rock and Roll, sort sur le label Fierce Panda Records le 30 mai 2005 en Europe, puis en Amérique du Nord quelques mois après.
En septembre 2005, Jasper Future remplace Chris Chinchilla, qui quitte le groupe sans animosité, pour des raisons personnelles. À la fin 2008, Art Brut revient au studio pour enregistrer un troisième album, Art Brut vs. Satan, qui est publié le 20 avril 2009. L'album est produit par Frank Black. Art Brut vs. Satan obtient une moyenne de 75 sur Metacritic. Il comprend deux singles : Alcoholics Unanimous et DC Comics and Chocolate Milkshake.
En 2010, Argos sort son album pour son projet parallèle appelé Everybody Was in the French Resistance...Now!, intitulé Fixin' the Charts.
À la fin 2010, Art Brut enregistre son quatrième album, Brilliant Tragic, publié le 23 mai 2011. Le premier single s'intitule Lost Weekend. L'album est enregistré en Oregon, et est le second produit par Frank Black. La liste des morceaux et la date de sortie sont révélées en mars 2011. En avril 2013, Art Brut sort Art Brut Top of the Pops, un best-of deux disques qui comprend faces B et morceaux inédits. Le titre est révélé pendant leur performance Art Brut! Top of the Pops! Art Brut! Top of the Pops!,.
Le 13 septembre 2013, le départ de Breyer et Future est annoncé ; ils seront remplacés par Stephen Gilchrist et Toby MacFarlaine, respectivement.
Ils font un concert à Paris en avril 2019 avec, en première partie, les Olivensteins, au Petit Bain (péniche). Le même mois ils jouent à Orléans.

## Franchises
Art Brut eut l'idée originale de proposer la formation de franchises. Plusieurs groupes sur différents continents se sont donc prévalus du droit d'utiliser l'appellation Art Brut, ou encore une série de lettres et de nombres (par exemple AB1948) pour nommer leur propre groupe rock. Ces musiciens proposent des reprises des titres du groupe, ou encore de nouvelles compositions inspirées des chansons de la formation britannique. Les franchises sont enregistrées et listées sur le site web officiel d'Art Brut.
De l'aveu d'Eddie Argos, le groupe a perdu le contrôle de cette initiative puisque certaines de ces formations volent de leur propres ailes et enregistrent des disques.

## Membres

### Membres actuels
- Eddie Argos - chant (depuis 2003)
- Ian Catskilkin - guitare solo (depuis 2003)
- Freddy Feedback - guitare basse (depuis 2003)
- Stephen Gilchrist - batterie (depuis 2013)
- Toby MacFarlaine - guitare (depuis 2013)

### Anciens membres
- Mikey Breyer - batterie (2003–2013)
- Chris Chinchilla - guitare (2003–2005)
- Jasper Future - guitare (2005–2013)

## Discographie

### Albums studio
- 2005 - Bang Bang Rock and Roll
- 2007 - It's a Bit Complicated
- 2009 - Art Brut vs. Satan
- 2011 - Brilliant! Tragic!
- 2018 - Wham! Bang! Pow! Let's Rock Out!

### Compilations
- 2024 - Vol.1: And Yes, This Is My Singing Voice! New Cross and Beyond 2003-2008 (Coffret 5CD inclus les 2 premiers albums + Faces B, enregistrements Live, Bootlegs)
- 2025 - Vol.2: Sorry That It Doesn't Sound Like It's Planned! Battling Satan, 2009-2020 (Coffret 5CD inclus les 3 derniers albums + Faces B, enregistrements Live, Bootlegs, ...)